# Ingemar Johansson (atleta)
Bror Ingemar Ture Johansson (Uddeholm, 25 aprile 1924 – 18 aprile 2009) è stato un marciatore svedese.

## Palmarès
- Giochi olimpici

Londra 1948: argento nella marcia 10 km.